# Fameck
Fameck ist eine französische Stadt mit 14.759 Einwohnern (Stand 1. Januar 2022) im Département Moselle in der Region Grand Est (bis 2015 Lothringen). Sie gehört zum Arrondissement Thionville und zum Kanton Fameck. Die Einwohner nennen sich Fameckois.

## Geographie
Fameck liegt auf der linken Talseite der Mosel, etwa zehn Kilometer südwestlich von Thionville (deutsch Diedenhofen) auf einer Höhe zwischen 167 und 363 m über dem Meeresspiegel. Das Gemeindegebiet umfasst 12,74 km². Unmittelbar westlich von Fameck erhebt sich der Höhenzug Côtes de Moselle.
Zu Fameck gehören die Ortsteile 
- Budange (Büdingen unter Justberg)
- Edange (Edingen)
- Morlange (Morlingen)
- Rémelange (Remelingen)

Nachbargemeinden von Fameck sind Florange (Flörchingen) im Norden, Uckange (Ückingen) im Osten, Richemont (Reichersberg) im Südosten, Gandrange (Gandringen) und Vitry-sur-Orne (Wallingen) im Süden, Ranguevaux (Rangwall) im Westen sowie Hayange (Hayingen) und Serémange-Erzange (Schremingen-Ersingen) im Nordwesten.

## Geschichte
Die Ortsteile wurden in den Jahren 855 bis 1157 erstmals erwähnt. Die endgültige Schreibweise wurde 1744 eingeführt. Im Jahr 1789 wurden die Orte zur Gemeinde Fameck zusammengefügt. Damals lebte der Ort hauptsächlich von der Landwirtschaft. 
Durch den Frieden von Frankfurt vom 10. Mai 1871 kam das Gebiet mit Fameck an Deutschland, wo es bis zum Ende des Ersten Weltkriegs 1919 dem Kreis Diedenhofen-West im Reichsland Elsaß-Lothringen verblieb. Nachdem durch den Versailler Vertrag die Abtretung des Gebiets an Frankreich bestimmt worden war, wurde die Region im Zweiten Weltkrieg von Truppen der deutschen Wehrmacht besetzt, nach Kriegsende 1945 von den Westmächten aber wieder dem französischen Staat überlassen.
Der Vorort Remelange (Remelingen) war ab 1959 eine Zone à urbaniser en priorité. Durch den Aufbau dieser Siedlung hat sich die Bevölkerungszahl von 1960 bis 1966 verdoppelt.

### Bevölkerungsentwicklung
| Jahr      | 1962 | 1968   | 1975   | 1982   | 1990   | 1999   | 2007   | 2019   |
| Einwohner | 7571 | 14.034 | 17.755 | 14.942 | 13.922 | 12.635 | 12.468 | 14.442 |

## Sehenswürdigkeiten
- Schloss Remelingen aus dem 16. Jahrhundert, im 17. Jahrhundert restauriert.
- Kirche ST. Martin in Fameck aus dem Jahr 1775, mit spätgotischem Chorraum aus dem 15. Jahrhundert.

Kirche St. Martin
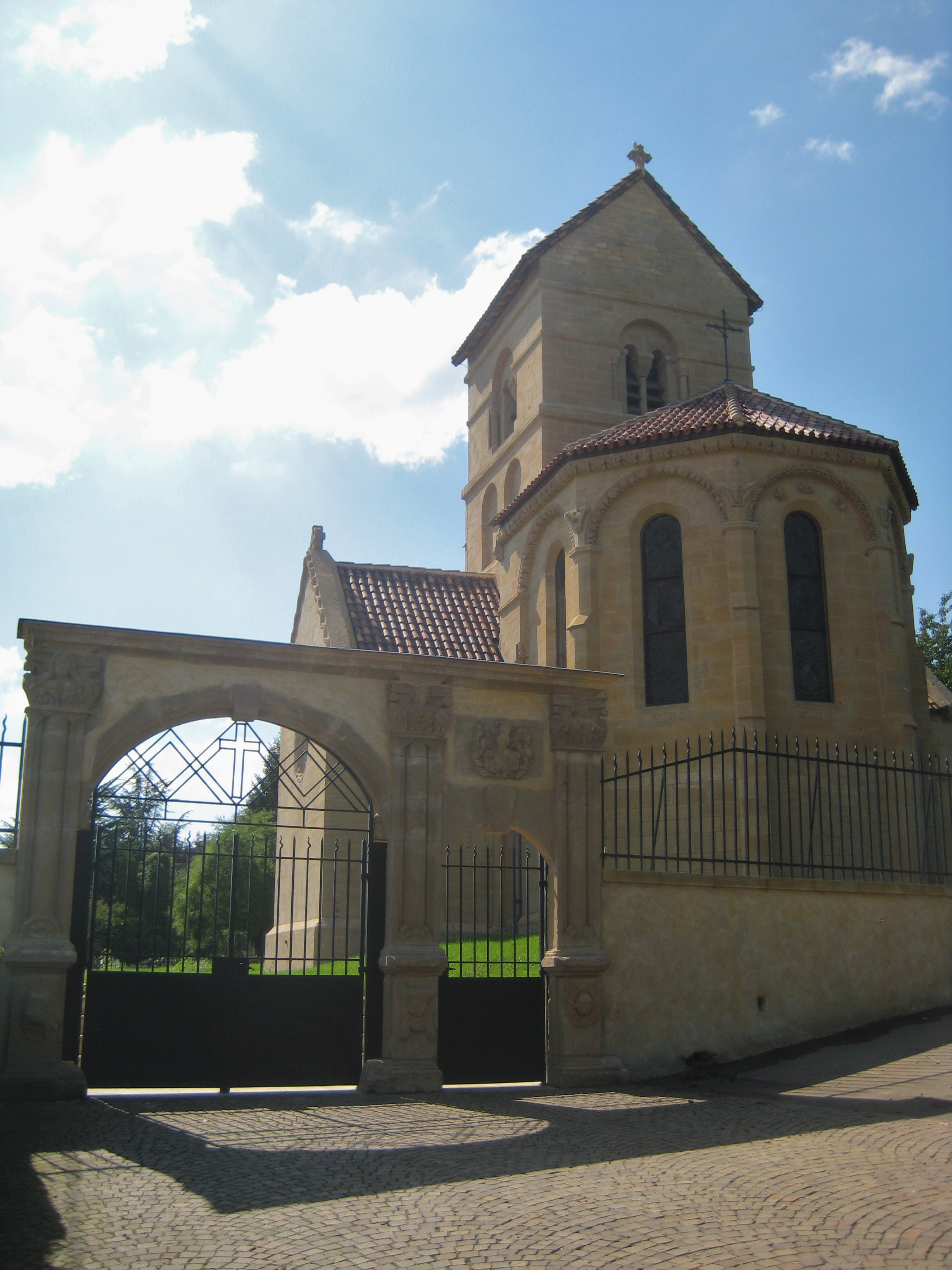
Nikolaikirche in Morlingen
St.-Anna-Kapelle in Büdingen
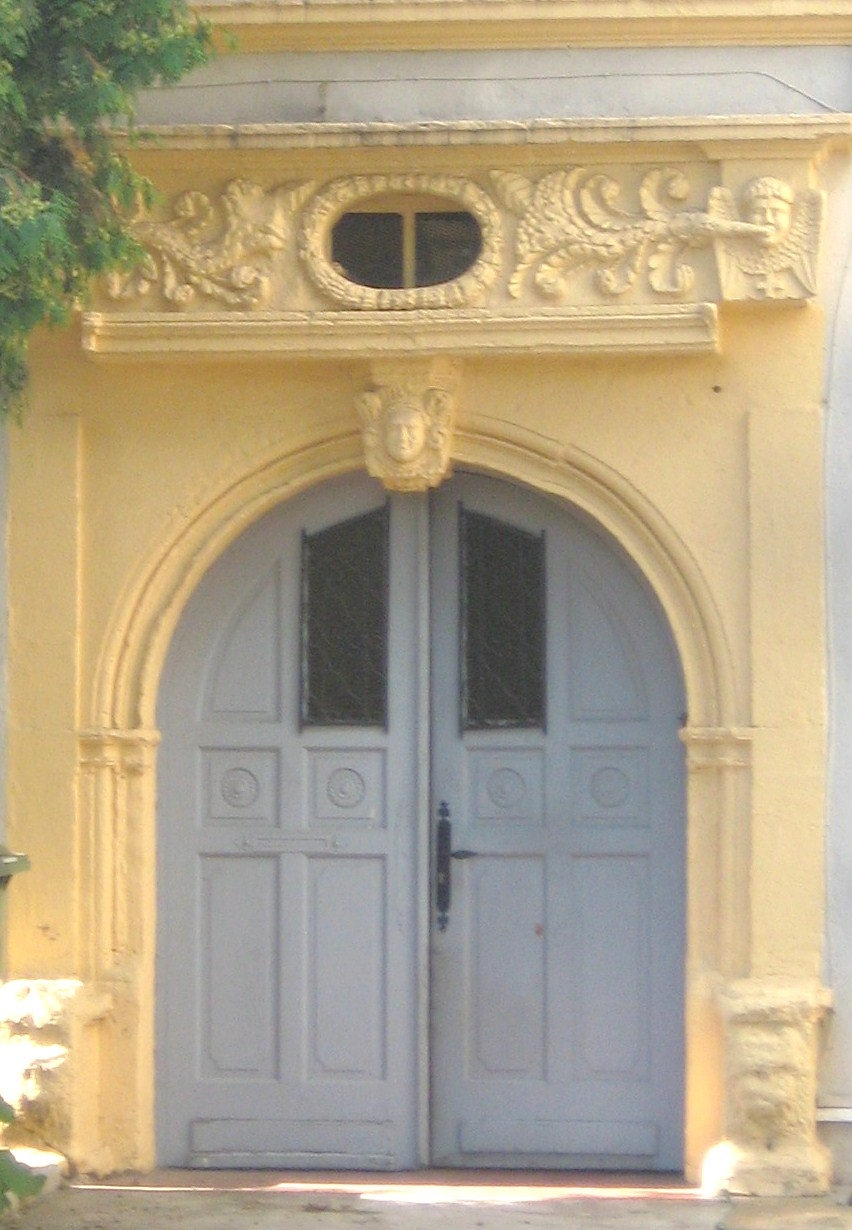
Portal von Schloss Remelingen

## Wirtschaft und Infrastruktur
Im 19. Jahrhundert änderte sich die Haupterwerbsquelle von Fameck weg von der Landwirtschaft durch die Entwicklung der Stahlindustrie im Tal der Fensch.  